# Karjalainen
«Карьялайнен» (фин. Karjalainen, «Карел») — одиннадцатая по тиражу газета Финляндии и основная региональная газета в провинции Северная Карелия в Восточной Финляндии. Редакция находится в Йоэнсуу. Число читателей печатной и электронной версии достигает 140 тысяч. Газета была основана в 1874 году под названием «Карелка» (фин. Karjalatar), это третья старейшая газета в Финляндии на финском языке. «Карьялайнен» издаётся концерном Pohjois-Karjalan Kirjapaino Group, который выпускает и другие региональные газеты: бесплатную «Карьялан Хейли» (фин. Karjalan Heili), «Лиексан лехти» (фин. Lieksan Lehti), «Погостан саномат» (фин. Pogostan Sanomat) (Иломантси) и другие. Главным акционером издательского дома является семья Лаакконенов.
«Карьялайнен» входит в консорциум Väli-Suomen Media Oy, состоящий сегодня из четырех газет («Карьялайнен», «Савон саномат» (фин. Savon Sanomat, «Известия Саво»), «Кескисуомалайнен» (фин. Keskisuomalainen, «Центральный финн») и «Этеля-Суомен саномат» (фин. Etelä-Suomen Sanomat, «Известия Южной Финляндии»). Консорциум издает воскресное приложение «Суннунтайсуомалайнен» (фин. Sunnuntaisuomalainen).